# Kong Guoxian
Kong Guoxian (Canton, 6 settembre 1965) è un ex calciatore cinese, di ruolo portiere.